# Vaxsländor
Vaxsländor (Coniopterygidae) är en familj i insektsordningen nätvingar med omkring 450 kända arter världen över. 

## Kännetecken
Vaxsländor är små nätvingar som kännetecknas av att de ser ut att vara täckta av ett tunt vitt och vaxartad skikt, vilket givit gruppen dess namn. De flesta arter är bevingade. Vingarna är enkelt ribbade och vingspannet vanligen inte större än 5 millimeter. Hos några arter förekommer reducerade vingar eller honor som saknar vingar. Mundelarna är bitande.

## Levandssätt
Vaxsländor har fullständig förvandling och genomgår utvecklingsstadierna ägg, larv, puppa och imago. De livnär sig på olika smådjur, som kvalster. Flera arter betraktas som nyttoinsekter då de äter sådana smådjur som annars kan göra skada på odlade växter (exempelvis bladlöss).